# Balneário Pinhal
Balneário Pinhal é um município brasileiro do estado do Rio Grande do Sul.

## História
Em 1767, foi doado pela Coroa de Portugal a Sesmaria de Cidreira para o almoxarife-mor Manoel Pereira Franco, que nunca chegou a morar no local. Era composta por fazendas: Cidreira, Rondinha, Roça Velha, Ponta do Mato e Porteira.
De 1808 a 1811, Balneário Pinhal pertenceu ao município de Santo Antônio da Patrulha. Mais tarde integrou a Vila da Nossa Senhora da Conceição do Arroio, hoje Osório. No ano de 1818 a área territorial foi dividida pelo senhor juiz José Ferreira Saraiva entre seus filhos em Fazenda Rondinha, Fazenda do Pinhal e Fazenda Cerquinha. O primeiro lugarejo que se formou em Pinhal ficava a mais ou menos uma légua do mar, a Fazenda Rondinha, e uma légua e meia do mar a Fazenda Pinhal, onde até os dias de hoje existem marcas da propriedade criada na época.
Em 1915, a Fazenda Pinhal, localizada hoje no denominado distrito do Túnel Verde, deu o nome de origem do município, a qual passou a pertencer a Francisco Segura Garcia (senhor Paco), que veio da Espanha para o Brasil em 1900. A então Fazenda do Pinhal assim era denominada por haver três frondosos pés de araucária, resquícios da mata atlântica a cerca de 9 km de onde hoje é a praia do Pinhal; entre 1915 e 1935, esta fazenda era conhecida pela produção de tomates. A partir de 1935, as terras passaram para Fausto Borba Prates, sendo que a faixa costeira passou a ser denominada praia do Pinhal.
Em 1937, o ex-proprietário da Fazenda Pinhal e histórico morador da região Francisco Segura Garcia estabeleceu no acostamento da RS-040 o cultivo de centenas de mudas de eucalipto da espécie robusta. Após alguns anos, o desenvolvimento dos vegetais proporcionou o surgimento de uma paisagem única ao longo desse trecho da rodovia, com 2.800 metros de estrada completamente cobertos por copas de árvores que se entrelaçam. No final da década de 1990, prefeitura estabeleceu um plano visando estender o túnel verde a 3.500 metros, através do plantio de 60.000 mudas de eucalipto nas cercanias da estrada.
A partir da década de 1950, a localidade passou a receber veranistas.
Em 1965, a região pertencia ao município de Tramandaí. Em 1988 passou a figurar entre os distritos de Cidreira, com a denominação Pinhal.
Por decreto estadual de 22 de outubro de 1995, foi elevado a categoria de município denominado Balneário Pinhal, constituído de distrito único e homônimo.
Em 1998, por intermédio de ato municipal, foram criados os distritos de Túnel Verde e Magistério. O município passou a ser constituído por três distritos: Balneário Pinhal, Túnel Verde e Magistério.

## Geografia
Localiza-se a uma latitude 30º14'51" sul, e a uma longitude 50º13'58" oeste, estando a uma altitude de 3 metros.
Possui uma área de 103,759 km² e sua população estimada em 2022 era de 14.955 habitantes.
O município pode ser acessado pela ERS-040 e pela ERS-786. É o município litorâneo mais próximo da capital, a 95 km de distância.

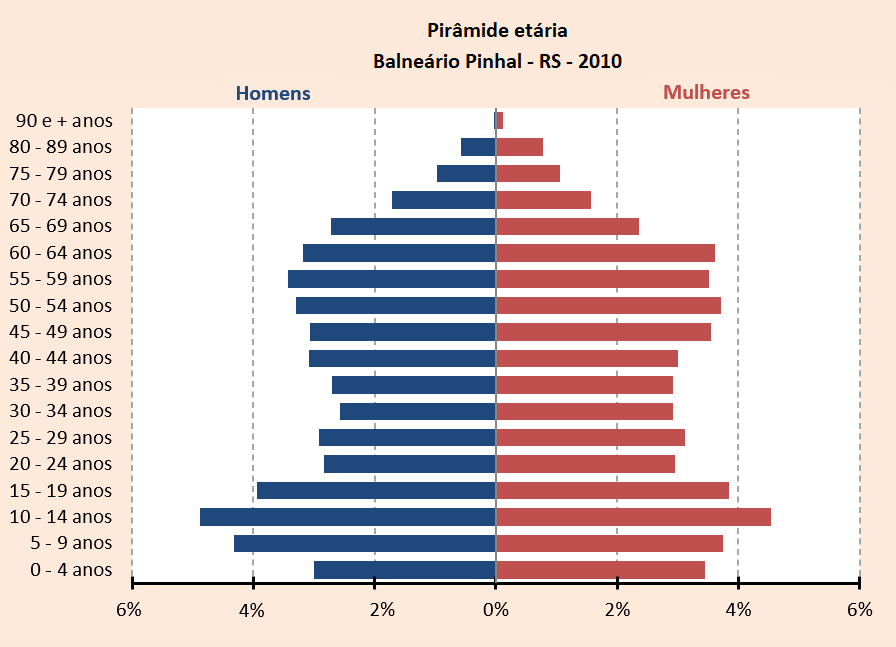
Piramide etaria Balneario Pinhal RS 2010

A comparação das estruturas etárias da população residente em Balneário Pinhal de 2010 e 2022 mostram que além do envelhecimento populacional que ocorre normalmente, o município provavelmente está recebendo idosos de outras localidades que acabam se tornando residentes. Isso altera a estrutura da pirâmide etária aumentando a população idosa, que em 2022 chegou a quase um terço da população total.

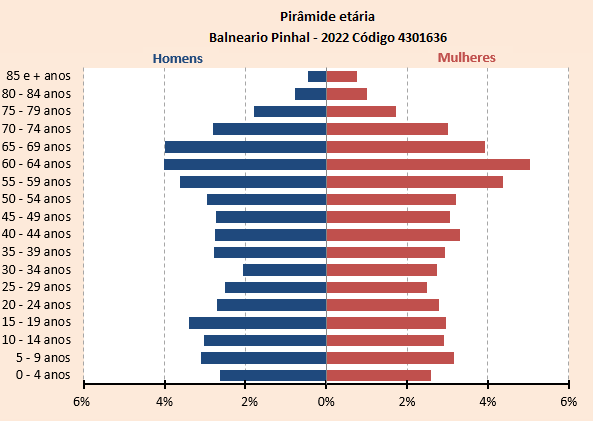
Pirâmide Etária, Balneário Pinhal, segundo dados do Censo IBGE 2022.

## Cultura
A banda de rock gaúcha, Cidadão Quem dedicou uma música de nome Pinhal ao município, com referência a Praia do Pinhal.

### Gastronomia
Na gastronomia, encontra-se sabor e requinte quando se prova o prato típico do município: filé ao molho de mel. A sobremesa oficial é mousse de mel.
O prato típico de Balneário Pinhal foi escolhido durante um concurso para a escolha do prato, foi realizado o concurso na Sociedade dos Amigos da Praia do Pinhal (SAPP) em outubro de 1999, e o vencedor do concurso foi o Restaurante Ilha do Mel do chefe Gelci Velozo, que era ecônomo na SAPP e possuía o restaurante no próprio clube, assim como o Filé de Peixe ao Molho de Mel e a sobremesa Mousse de Mel foi criado pelo próprio chefe.

## Economia
A apicultura desempenha papel importante na economia local, onde também contribuem o comércio, a construção civil e a pesca.

### Turismo
Balneário Pinhal conta com vários atrativos turísticos como as dunas de areia, a Lagoa da Cerquinha, Lagoa da Rondinha, Melinha e o Meladinho (monumento na entrada do município), os monumentos de abelhinhas espalhadas pela cidade, a pista de halfpipe, a Vila do Mel e as praias do Pinhal, Magistério, Túnel Verde, Figueirinhas, Pinhal Zona Sul e Pinhal Zona Norte.

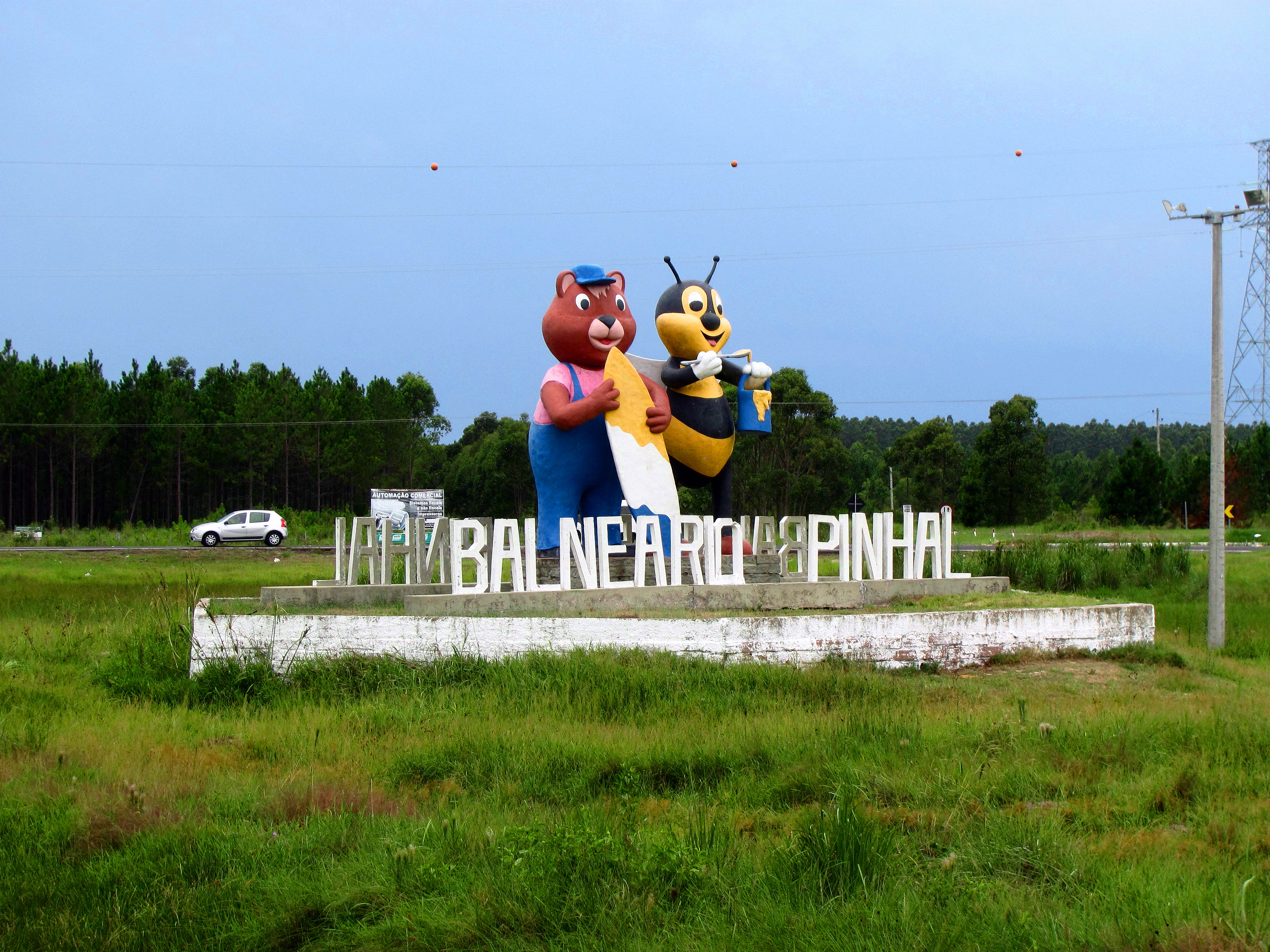
Portal de Balneário Pinhal.

### Eventos
Balneário Pinhal tem um amplo calendário de eventos, que começa com o “Ferverão”, em janeiro e fevereiro.
Em janeiro tem programações de shows e também o Kartmel, uma corrida de kart na Avenida N. Luiz Zang, em frente a prefeitura.
Já em fevereiro tem a Feira do Livro; Campeonato de Canoagem; Circuito Gaúcho de Bodyboarding; Campeonato de Ciclismo e Triathlon; shows e a Festa de Nossa Senhora de Lourdes (padroeira dos veranistas), que realiza-se no dia 11 de fevereiro. Entre fevereiro e março tem o carnaval na SAPP e o carnaval de rua.
Em abril acontece a Chocomel, comercialização de chocolates e brincadeiras, com a Vila do Coelho, os mascotes Melinha e Meladinho e as coelhinhas que divertem a criançada.
Em maio ocorre bianualmente a Festimel, com a escolha das soberanas, stands de artesanato local, gastronomia, shows e entretenimento. Tudo para divulgar o mel e seus derivados, que são a principal fonte de renda do município que adotou o slogan de a "Capital Estadual do Mel". Também em maio acontece anualmente a Festa de Santa Rita, padroeira dos apicultores, que realiza-se na segunda quinzena de maio e ainda a Copa União de Futebol de Campo.
No mês de junho, a Festa de Santo Antônio de Pádua, padroeiro do município, que ocorre na primeira quinzena do mês; a volta ciclística do Litoral Norte; a Festa de São João, padroeiro da Figueirinhas, que realiza-se no dia 24 de junho; e a Festa de São Pedro, padroeiro de Magistério, realizada no dia 29 de junho.
No mês de julho, a Festa de Nossa Senhora do Carmo, padroeira do Túnel Verde, realizada na segunda quinzena do mês.
Em setembro, a semana da Pátria, a comemoração da Semana Farroupilha, e a comemoração do dia do idoso.
No mês de outubro comemora-se o aniversário do município, com atividades e festividades voltadas para os habitantes de Balneário Pinhal.
Em dezembro, Natal "Mar de Luz", festa voltada para religiosidade e entretenimento para crianças e adultos.

## Comunicação

### Rádio
Existe a rádio Mega Brasil em Magistério sob direção de Bruno Cardoso, e a Rádio comunitária Amigos 98,1FM.

### Imprensa
- Jornal Regional do Comércio (circulação Quinzenal em formato tabloide)
- Jornal A Tribuna do Litoral
- Jornal Pinhalense
- Jornal Litoraneo